# دانشگاه مالتیمدیا

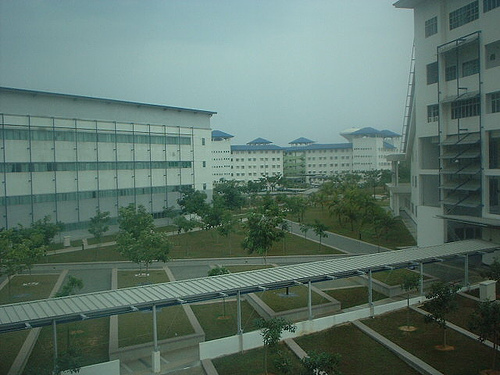
محوطه دانشگاه

دانشگاه مالتی‌مدیا (به انگلیسی: Multimedia University) در سال ۱۹۹۶ با هدف تعلیم متخصصین مجرب در زمینه‌های مدیریت و علوم چندرسانه‌ای در شهر کوالالامپور مالزی تأسیس شد.

## تاریخچه
این دانشگاه کار خود را به صورت رسمی در نوزدهم ژوئیه سال ۱۹۹۹ با هدف تسریع موفقیت‌های سازمان (MSC) و کشور مالزی هم عرض موفقیت‌های حاصل‌شده توسط «سیلیکن ولی» (silicon valley) در ایالات متحده آمریکا آغاز کرد.
دانشگاه مالتی مدیا اولین دانشگاه خصوصی بین‌المللی کشور مالزی می‌باشد که با مجوز دولت این کشور تأسیس شده و در زمینه‌های ارتباطات مخابراتی، تولیدات چند رسانه‌ای، رایانه‌ها، هنرهای دیجیتالی، انیمیشن، فناوری اطلاعات، توسعه نرم‌افزار و مدیریت فعالیت‌هایی در سطح بین‌الملل انجام می‌دهد.
هر دوی پردیس‌های این دانشگاه در شاه راهای مالتی‌مدیای کشور مالزی با نام‌های سایبر جایا (cyberjaya) و ملاکا (melaka) قرار گرفته‌اند و هم‌اکنون ۲۰ هزار دانشجو در این پردیس‌ها مشغول به تحصیل می‌باشند.
یکی از خصوصیات بارز این دانشگاه سیستم اداری بی‌کاغذ (paper less) می‌باشد که آن را در مجموعه محدود دانشگاه‌های حاوی این سیستم قرار می‌دهد.

## پردیس‌ها
پردیس سایبر جایا در سال ۱۹۹۹، در اولین شهر هوشمند مالزی بنیان شد و توسط چهارمین رئیس‌جمهور مالزی به عنوان مرکزی آموزشی، تحقیقاتی برای (MSC) که در محوطه‌ای بالغ بر ۷۵۰ کیلومتر مربع جهت انجام امور تحقیقاتی و تولید تکنولوژی در رده‌های بالا مقرر گشته بود، اختصاص داده شد. رابطه بین دانشگاه مالتی‌مدیا با (MSC) همانند رابطه دانشگاه «استنفرد» ایالات متحد با (SILICON VALLEY) می‌باشد. همین امر باعث شد که نام این داشگاه از دانشگاه تلکم (TELEKOM) به نام فعلی آن یعنی دانشگاه مالتی‌مدیا تغییر یابد.
پردیس ملاکا: پس از راه اندازی این کامپوس در شهر ملاکا پیشرفت‌های چشم‌گیری در این شهر از نظر جمعیت و رونق اقتصادی مشهود شد. در سال ۲۰۰۴ دپارتمان حقوق در سطح لیسانس درون این دانشگاه آغاز به کار کرده و چندی بعد با وجود بیش از ۱۲۰ دانشجو ساختمان جدیدی برای این بخش ساخته و اختصاص داده شد.

ساختمان مدیریت در پردیس سایبر جایا

## سال تحصیلی و دانشجویان
در ژانویه سال ۲۰۰۸ تعداد دانشجویان این دانشگاه در مقاطع تحصیلی کارشناسی و تحصیلات تکمیلی، ۱۹۴۶۴ نفر در ۱۱۰ رشته تحصیلی مختلف بوده‌است. تقریباً ۱۹٪ این تعداد را دانشجویان بین‌المللی از ۸۰ دانشگاه مختلف جهان تشکیل می‌دهد. همچنین این دانشگاه ضرب الاجلی برای افزایش دانشجویان خارجی به ۳۰٪ تا سال ۲۰۱۰ در نظر گرفته‌است. سال تحصیلی در این دانشگاه به سه ترم تقسیم شده‌است. ترم اول از ۲۸ می آغاز می‌شود، ترم دوم در ۱۰ نوامبر شروع می‌شود و آغاز ترم سوم ۲۲ فوریه است.

## کتابخانه‌ها
این دانشگاه دارای ۲ کتابخانه می‌باشد که توانایی ارائه ۱۰۰ هزار کتاب و ۱۵ هزار ژورنال آنلاین و آرشیو بزرگی از مواد آموزشی را دارا می‌باشد. سرویس‌های این کتابخانه عموماً به صورت دسترسی به پایگاه‌های داده، دیسک‌های فشرده می‌باشد.
اولین بار کتابخانه این دانشگاه در سال ۱۹۹۶ پس از بنیان دانشکده ارتباطات این دانشگاه در ملاکا تأسیس شد و به همین جهت نام آن کتابخانه ارتباطات گذارده شد. این کتابخانه بعدها در سال ۲۰۰۰ به ساختمان جدید خود در درون کامپوس ملاکا انتقال یافت.
کتابخانه دیگر این دانشگاه در سال ۱۹۹۹ در کامپوس سایبر جایا به عنوان اولین کتابخانه دیجیتال کشور مالزی آغاز کار کرد.

استخر در پردیس سایبر جایا

## دانشکده‌ها و گروه‌های آموزشی
دانشکده فنی مهندسی:
- دپارتمان مهندسی الکترونیک
- دپارتمان مهندسی ارتباطات
- دپارتمان کامپیوتر
- دپارتمان سیستم‌های چند رسانه ای
- دپارتمان مهندسی مایکرو ویو و مخابرات
- دپارتمان مهندسی اپتیک
- دپارتمان مهندسی نانو
- دپارتمان مهندسی برق
- دپارتمان مهندسی کامپیوتر و هنرهای دیجیتالی
- دپارتمان مهندسی بیوتکنولوژی (ملاکا)
- دپارتمان مهندسی روبوتیک (ملاکا)
- دپارتمان مهندسی مکانیک (ملاکا)

دانشکده فناوری اطلاعات:
- دپارتمان علوم رایانه ای
- دپارتمان مهندسی نرم‌افزار
- دپارتمان مهندسی سیستم‌های اطلاعاتی
- دپارتمان مدیریت تکنولوژی‌های چند رسانه ای
- دپارتمان مهندسی معلومات
- دپارتمان نرم‌افزارها و انیمیشن
- دپارتمان مهندسی نرم‌افزار و طراحی بازی‌های رایانه ای
- دپارتمان مهندسی شبکه و ارتباطات داده (ملاکا)
- دپارتمان مهندسی هوش مصنوعی (ملاکا)
- دپارتمان تکنولوژی‌های امنیتی (ملاکا)

دانشکده مدیریت:
- دپارتمان مدیریت بازاریابی
- دپارتمان مدیریت پایگاه‌های داده
- دپارتمان حسابداری
- دپارتمان مدیریت بانکداری
- دپارتمان مدیریت کارآفرینی
- دپارتمان مدیریت منابع انسانی